# The Apparition
The Apparition is een Amerikaanse horrorfilm uit 2012 onder regie van Todd Lincoln, die ook het verhaal schreef. Hiermee debuteerde hij als regisseur en als scenarist.

## Verhaal
Een groep van zes mensen probeerde in 1973 de geest van de overleden Charles Reamer op te roepen. Hierdoor geïnspireerd, proberen de studenten Patrick, Ben, Lydia en Greg dit jaren later opnieuw met behulp van moderne apparatuur om de elektrische activiteit van hun hersenen te versterken. Hoewel ze met zijn vieren zijn, zou de apparatuur ervoor zorgen dat ze voor 400 man energie tot hun beschikking hebben. Ze slagen erin iets op te roepen, maar het experiment eindigt in een chaos. Lydia verdwijnt hierbij spoorloos wanneer een onzichtbare kracht haar door een muur trekt alsof die er niet staat.
Jaren na het voorval heeft Ben inmiddels een relatie met Kelly. Hij heeft haar nooit iets verteld over het voorval. Wanneer hij met Kelly op het huis van haar ouders gaat passen, beginnen daar onverklaarbare gebeurtenissen plaats te vinden. Zo staan plots alle ramen en deuren open wanneer ze wakker worden op de bank, terwijl ze die eerder die avond op slot hebben gedaan. Ook duiken er op verschillende plaatsen in het huis zonder aanleiding brand- en schimmelplekken op. Wanneer Kelly gaat douchen, ziet Ben dat hij meer dan dertig nieuwe e-mails van Patrick heeft. Die gaan er stuk voor stuk over dat hij in gevaar is. Dit omdat de kwaadaardige entiteit die ze destijds toegang tot de wereld hebben verschaft, weer rondwaart en het op hem heeft voorzien.
Ben bekent aan Kelly wat er speelt. Ze vluchten samen naar een hotel, maar ook daar blijken ze niet veilig. Patrick komt naar ze toe en legt uit dat de entiteit niet aan het huis gebonden is, maar aan hen. Patrick heeft zelf een kamer in zijn huis gebouwd omgeven door negatieve elektriciteit als veiligheidskamer. Hij heeft een idee voor een nieuw experiment waarmee hij hoopt de entiteit hoopt vast te kunnen zetten met behulp van tien keer krachtigere apparatuur. Nadat ze dit met zijn drieën uitvoeren in het huis van Kelly's ouders, stoppen de bovennatuurlijke gebeurtenissen. Drie dagen later verdwijnt Patrick alsnog spoorloos nadat een onzichtbare kracht hem een donkere hal intrekt.
Ben en Kelly gaan op weg naar Patricks huis om zich te verschuilen in zijn speciale kamer. Daar aangekomen zien ze zijn videologboek. Van de zes mensen die deelnamen aan het originele Charles Experiment in 1973, blijken er twee gestorven, heeft er één zelfmoord gepleegd en zijn de andere drie spoorloos verdwenen. Ben en Kelly gaan de veiligheidskamer in, maar na een hapering van de stroom blijkt Ben helemaal niet binnen. Ze stapt de kamer uit om hem te zoeken en vindt zijn dode lichaam. Patricks stem op zijn videologboek legt uit dat de entiteit sterker wordt met elk slachtoffer dat hij maakt en blijft aanvallen tot een slachtoffer het opgeeft. Hierbij kan hij fysieke aanvallen uitvoeren, maar ook het waarnemingsvermogen en realiteitsbesef van zijn doelwitten volkomen in de war brengen.
Kelly verlaat Patricks huis en gaat naar een warenhuis. Daar gaat ze op de kampeerafdeling een tent in en ritst die dicht. Binnen wordt ze omstrengeld door steeds meer armen, maar ze verzet zich niet meer.

## Rolverdeling
- Ashley Greene - Kelly
- Sebastian Stan - Ben
- Tom Felton - Patrick
- Julianna Guill - Lydia
- Luke Pasqualino - Greg
- Rick Gomez - Mike
- Anna Clark - Maggie